# Baird (Texas)
Baird è un centro abitato degli Stati Uniti d'America, situato nella contea di Callahan (di cui è capoluogo) dello Stato del Texas.
La città prende il nome da Matthew Baird, proprietario e direttore della Texas & Pacific Railway. Il deposito ferroviario è oggi un centro visitatori e un museo dei trasporti.

## Geografia fisica
Baird è situata a 32°23′46″N 99°23′50″W (32.396035, -99.397140).
Secondo lo United States Census Bureau, ha un'area totale di 2,7 miglia quadrate (7,0 km²), di cui 2,6 miglia quadrate (6,7 km²) è terreno e 0,1 miglia quadrate (0,26 km², 2.60%) è acqua.

## Società

### Evoluzione demografica
Secondo il censimento del 2000, c'erano 1.623 persone, 677 nuclei familiari, e 429 famiglie residenti nella città. La densità di popolazione era di 619,0 persone per miglio quadrato (239,2/km²). C'erano 806 unità abitative a una densità media di 307,4 per miglio quadrato (118,8/km²). La composizione etnica della città era formata dal 90,51% di bianchi, lo 0,18% di afroamericani, lo 0,31% di nativi americani, lo 0,74% di asiatici, lo 0,06% di isolani del Pacifico, il 7,09% di altre razze, e l'1.11% di due o più etnie. Ispanici o latinos di qualunque razza erano il 13,43% della popolazione.
C'erano 677 nuclei familiari di cui il 28,4% avevano figli di età inferiore ai 18 anni, il 49,6% erano coppie sposate conviventi, il 9,3% aveva un capofamiglia femmina senza marito, e il 36,6% erano non-famiglie. Il 33,7% di tutti i nuclei familiari erano individuali e il 19,8% aveva componenti con un'età di 65 anni o più che vivevano da soli. Il numero di componenti medio di un nucleo familiare era di 2,32 e quello di una famiglia era di 2,96.
La popolazione era composta dal 23,4% di persone sotto i 18 anni, il 7,3% di persone dai 18 ai 24 anni, il 24,6% di persone dai 25 ai 44 anni, il 24,0% di persone dai 45 ai 64 anni, e il 20,8% di persone di 65 anni o più. L'età media era di 41 anni. Per ogni 100 femmine c'erano 93,0 maschi. Per ogni 100 femmine dai 18 anni in giù, c'erano 88,9 maschi.
Il reddito medio di un nucleo familiare era di 27.446 dollari, e quello di una famiglia era di 35.000 dollari. I maschi avevano un reddito medio pro capite di 21.974 dollari contro i 16.298 dollari delle femmine. Il reddito medio pro capite era di 13.951 dollari. Circa il 12,3% delle famiglie e il 14,0% della popolazione erano sotto la soglia di povertà, incluso il 18,4% di persone sotto i 18 anni e il 12,5% di persone di 65 anni o più.